# Wappen Afghanistans

## Wappen des Islamischen Emirats Afghanistan (ab 2021)
Mit dem Sieg der Taliban im afghanischen Bürgerkrieg 1996 und der Ausrufung des Islamischen Emirats Afghanistan wurden auch die Staatssymbole geändert und bis 2001 behalten.
Mit dem Vormarsch der Taliban in Afghanistan 2021 wurde erneut das Islamische Emirat Afghanistan ausgerufen und das Wappen von 1996 wieder als offizielles Wappen angenommen.

## Wappen der Islamischen Republik Afghanistan (2004–2021)
Der Vorgänger, das Wappen der Islamischen Republik Afghanistan, orientierte sich weitgehend an dem Wappen des Königreichs Afghanistan 1931 bis 1973. Es zeigt eine Moschee mit Kanzel (Minbar), die von einem Ährenkranz gerahmt wird, um den sich ein Band windet. Unter dem Ährenkranz steht auf einem weiteren Band die offizielle Form des Landesnamens. Darüber stand bis 2004 die Jahreszahl „١٣٤٨“ (1348) des islamischen Mondkalenders (entspricht 1929), jenes Jahr, in welchem Mohammed Nadir Schah Kabul eroberte und zum König von Afghanistan gekrönt wurde. Im oberen Wappenteil steht der Text der Schahāda und oberhalb der Türme der Ausruf „Allahu akbar“ (deutsch: „Gott ist groß“).
Am 4. Januar 2004 wurde eine aufgehende Sonne mit neun langen und acht kurzen Sonnenstrahlen hinzugefügt und die Jahreszahl zu „۱۲۹۸“ (1298) des persischen Sonnenkalenders (entspricht 1919), dem Jahr der Unabhängigkeit Afghanistans, geändert. Ferner wurden die weißen Fahnen durch die Flagge Afghanistans ersetzt. Versionen des Wappens mit weißen Fahnen fanden gelegentlich auch noch nach 2004 Verwendung, waren jedoch nicht mehr offiziell gültig.

## Geschichte

Emirat Afghanistan (1901–1919)
Emirat Afghanistan (1919–1926)
Königreich Afghanistan (1928–1929)
Emirat Afghanistan (1929)
Königreich Afghanistan (1931–1973)
Republik Afghanistan (1973–1974)
Republik Afghanistan (1974–1978)
Demokratische Republik Afghanistan (1978–1980)
Demokratische Republik Afghanistan (1980–1987)
Republik Afghanistan (1987–1992)
Islamischer Staat Afghanistan (1992–1996; 2001–2002)
Islamischer Übergangsstaat Afghanistan (2002–2004)
Islamische Republik Afghanistan (2004–2021) (schwarz-weiß)
Islamische Republik Afghanistan (2004–2021) (Metallic Gold Edition)